# Sheridan (Missouri)
Pour les articles homonymes, voir Sheridan.
Sheridan est une ville du comté de Worth, dans le Missouri, aux États-Unis,. Située à l'ouest du comté, elle est incorporée en 1899.

## Démographie
Lors du recensement de 2010, la ville comptait une population de 195 habitants. Elle est estimée, en 2016, à 183 habitants.

### Source de la traduction
- (en) Cet article est partiellement ou en totalité issu de l’article de Wikipédia en anglais intitulé « Sheridan, Missouri » (voir la liste des auteurs).